# Rafael Morales
Pour les articles homonymes, voir Morales.
Rafael Morales, aussi connu comme Morales II ou Meneno, né le 17 septembre 1891 à Madrid et mort le 24 août 1932  à Barcelone (Espagne), est un footballeur espagnol des années 1910.

## Biographie
Rafael joue au poste de milieu de terrain droit.
Après avoir joué au Gimnástica de Madrid, il est recruté par le FC Barcelone en janvier 1912 pour jouer initialement avec l'équipe réserve.
Il est recruté par le RCD Espanyol pour la saison 1912-1913. En 1913, il retourne comme son frère au Barça où ils restent jusqu'en 1915. Rafael joue un total de 40 matches avec le FC Barcelone. 
Il termine sa carrière au CE Sabadell en 1917.
Son frère Arsenio Morales (Morales I) joue aussi au FC Barcelone.